# Catergus
Catergus är ett släkte av skalbaggar. Catergus ingår i familjen vivlar.
Kladogram enligt Catalogue of Life:
| Catergus | \| \| Catergus concinnus \| \| \| \| |
|          | \| \| Catergus concinnus \| \| \| \| |
|          | Catergus concinnus                   |
|          |                                      |